# Jalpan de Serra
Jalpan de Serra là một đô thị thuộc bang Querétaro, México. Năm 2005, dân số của đô thị này là 22025 người.